# Casterman
Casterman je založnik francosko-belgijskih stripov, specializiran za stripe in otroško literaturo . Podjetje ima sedež v Bruslju v Belgiji. 

## Zgodovina
Podjetje je leta 1780 ustanovil Donat-Joseph Casterman, urednik in prodajalec knjig iz Tournaija.  Casterman je bil prvotno tiskarna in založba . Leta 1934 je Casterman prevzel izdajo Le Petit Vingtième za objavo knjig Tintinovih pustolovščin, od četrte knjige serije, Faraonove cigare . Od leta 1942 je Casterman objavljal predelane različice in barvne različice prejšnjih knjig Tintina. 
Okrepljen z uspehom Hergéjevih stripov, je kmalu zatem Casterman predlagal novo serijo z novimi avtorji, kot so Jacques Martin, François Craenhals in C. &amp; V. Hansen . Od leta 1954 je Casterman objavljal tudi knjige za otroke, vključno z uspešnimi knjigami Martine Marcela Marlierja in knjigami Kadet-Rama, ki jih je napisal Alain Gree. 
Casterman, ki se želi pritožiti na bolj zrel trg, se je leta 1973 odločil, da bo objavil prve albume Corto Maltese italijanskega avtorja Huga Pratta . Poleg tega je Casterman leta 1978 ustanovil svojo mesečno revijo A Suivre, ki naj bi vplivala na oživitev stripa v osemdesetih letih. Casterman je leta 1997 prenehal objavljati A Suivre . 
Casterman je zdaj del Groupe Flammarion . 
Castermanove serije mang izidejo pod odtisom Sakka . 